# Зварич Михайло
Михайло Зварич (псевдо: «Бурлака»; 1921, с. Осташівці, нині Тернопільський район, Тернопільська область — 19 квітня 1950, с. Козівка,, нині Тернопільський район, Тернопільська область) — український військовик, Лицар Бронзового хреста заслуги УПА.

## Життєпис
Член ОУН з 1944 року. Бойовик у Зборівському районі (1948), провідник Козівського районного (? – осінь 1949), Тернопільського надрайонного (осінь1949 – 1950) проводу ОУН. 

## Нагороди
- Згідно з Наказом Головного військового штабу УПА 1/51 від 25 липня 1951 року керівник Тернопільського надрайонного проводу ОУН Михайло Зварич-«Бурлака» нагороджений Бронзовим хрестом заслуги УПА;
- Відзначений медаллю «За боротьбу в особливо важких умовах» (10.10.1948).